# Musca minutus
Musca minutus är en tvåvingeart som först beskrevs av Harris 1780.  Musca minutus ingår i släktet Musca och familjen prickflugor. Inga underarter finns listade i Catalogue of Life.